# آرثر غيلبر
آرثر غيلبر (بالإنجليزية: Arthur Gelber)‏ هو فاعل خير كندي، ولد في 22 يونيو 1915 في تورونتو في كندا، وتوفي في 1998.